# نظام أباد (شورآب)
نظام أباد (بالفارسية: نظام‌آباد) هي قرية تقع في إيران في قسم شورآب الريفي. يقدر عدد سكانها بـ 518 نسمة .